# Fehérarcú toditirranusz
A fehérarcú toditirranusz (Poecilotriccus albifacies) a madarak (Aves) osztályának verébalakúak (Passeriformes) rendjébe és a királygébicsfélék (Tyrannidae) családjába tartozó faj.

## Rendszerezés
Sorolták a Todirostrum nembe Todirostrum albifacies néven.

## Előfordulása
Peru területén honos. A természetes élőhelye szubtrópusi és trópusi síkvidéki esőerdők.

## Külső hivatkozások
- Képek az interneten a fajról
- Internet Bird Collection
- Xeno-canto.org - a faj hangja és elterjedési területe